# Mésange à nuque rousse
Periparus rufonuchalis
Espèce
Répartition géographique
Statut de conservation UICN

 LC  : Préoccupation mineure
Synonymes
- Parus rufonuchalis

La Mésange à nuque rousse (Periparus rufonuchalis) ou Mésange à poitrine noire est une espèce de passereaux de la famille des paridés. Elle est parfois considérée comme conspécifique à la Mésange cul-roux (Periparus rubidiventris) et était autrefois classée dans le genre Parus.
Originaire de l'Himalaya, l'espèce possède une vaste aire de répartition incluant des régions de l'Inde, de la Chine, du Pakistan, du Turkestan, du Kirghizstan et de l'Afghanistan. Répandue et commune, elle n'est pas considérée comme une espèce menacée par l'UICN.